# Меня зовут Барбра
«Меня зовут Барбра» (англ. My Name Is Barbra) — телевизионная программа (специальный выпуск), посвящённая восходящей звезде Барбре Стрейзанд и вышедшая 28 апреля 1965 года на канале CBS.
Программа собрала множество позитивных отзывов, а также получила несколько номинаций, в том числе шесть номинаций на «Эмми» (в пяти из которых выиграла, включая лучшую актрису), номинацию на «Золотой глобус». Также программа стала лауреатом Премии Гильдии режиссёров Америки, а Барбра получила свою первую Премию Пибоди.
В 1980-х программа была издана на видео, продажи составили более 500 000 копий.

## Список номеров
Акт 1
1. «My Name is Barbra»
2. «Much More»
3. «I’m Late»
4. «Make Believe»
5. «How Does the Wine Taste»
6. «A Kid Again»
7. «I’m Five»
8. «Sweet Zoo»
9. «Where Is The Wonder?»
10. «People»

Акт 2
1. «I’ve Got The Blues»
2. «Monologue»
3. «Second Hand Rose»
4. «Give Me The Simple Life»
5. «I Got Plenty of Nothing»
6. «Brother Can You Spare a Dime?»
7. «Nobody Knows You When You’re Down and Out»
8. «The Best Things in Life are Free»

Акт 3
1. «When The Sun Comes Out»
2. «Why Did I Choose You?»
3. «Lover, Come Back To Me»
4. «I Am Woman»
5. «Don’t Rain On My Parade»
6. «The Music That Makes Me Dance»
7. «My Man»
8. «Happy Days Are Here Again»